# Сунь Цюань
Сунь Цюа́нь (кит. трад. 孫權, упр. 孙权, пиньинь Sūn Quán, 5 июля 182 — 21 мая 252), взрослое имя Чжунмоу (кит. трад. 仲謀, упр. 仲谋, пиньинь Zhòngmóu) — первый правитель царства У эпохи Троецарствия в Китае. Посмертное имя — Да-ди (大帝), храмовое имя — Тай-цзу (太祖).

## Биография

### Молодые годы
Сунь Цюань родился в 182 году, когда его отец Сунь Цзянь (считается, что он был потомком знаменитого стратега Сунь-цзы) был генералом империи Хань. Когда отец скончался в 191 году, его взял к себе старший брат Сунь Цэ. Когда Сунь Цюань подрос, то участвовал в кампании брата по завоеванию земель южнее Янцзы, и уже в 14 лет получил административную должность.
В 200 году Сунь Цэ внезапно скончался; на смертном одре он, зная, что его родной сын ещё слишком мал, передал титул Уского хоу и власть над войсками 18-летнему Сунь Цюаню. Сунь Цюань так горевал по брату, что не мог ничего делать, но по настоянию Чжан Чжао надел военные одежды и объехал владения покойного брата. Многие из бывших подчинённых Сунь Цэ полагали, что Сунь Цюань ещё слишком молод, и хотели уйти со службы, но Чжао Чжао и Чжоу Юй разглядели в нём скрытые таланты, и решили остаться у него на службе; также к нему прибыл и Чжан Хун, ранее посланный Сунь Цэ для связи к Цао Цао (по просьбе Чжан Хуна Цао Цао дал Сунь Цюаню от имени императора Сянь-ди титул «генерала покоряющего варваров»). Сунь Цюань внимательно прислушался к напутствию матери, и стал полагаться на Чжан Чжао и Чжан Хуна в гражданских делах, и на Чжоу Юя, Чэн Пу и Люй Фаня — в военных. Он также искал других талантливых людей, советам которых можно было бы довериться, и именно в этот период подружился с Лу Су и Чжугэ Цзинем.
В последующие несколько лет Сунь Цюань в основном старался первым делом защитить свои владения от потенциальных соперников, однако при этом старался ослабить главного из подчинённых Лю Бяо — Хуан Цзу, убившего его отца из засады. В 208 году он смог убить Хуан Цзу во время сражения, а вскоре после этого скончался и Лю Бяо. Тем временем Цао Цао готовил большую кампанию, чтобы поставить под свой контроль и Лю Бяо, и Сунь Цюаня

### Битва при Чиби
После смерти Лю Бяо за его наследство стали бороться между собой сыновья Лю Ци и Лю Цун. После смерти Хуан Цзу Лю Ци унаследовал его пост управляющего регионом Цзянся; Лю Цун, который был младше, но к которому благоволила вторая жена покойного Лю Бяо (так как он был женат на её племяннице), после смерти отца унаследовал его владения, что не понравилось Лю Ци. Опасаясь войны на два фронта (и против Цао Цао, и против брата) Лю Цун предпочёл покориться Цао Цао вопреки советам ключевого союзника Лю Бяо — Лю Бэя. Лю Бэй, не желая покоряться Цао Цао, бежал на юг. Цао Цао ринулся за ним и сокрушил его силы, но самому Лю Бэю удалось спастись. Цао Цао покорил основную часть ханьской провинции Цзинчжоу (荆州, занимала территории современных провинций Хубэй и Хунань), и уже почти объединил всю империю.
Сунь Цюань заключил союз с Лю Ци и Лю Бэем, чтобы противостоять Цао Цао. Цао Цао предложил Сунь Цюаню покориться, но тот, полагаясь на советы Чжоу Юя и Лу Су, отказался. В последовавшем речном сражении флот Цао Цао был уничтожен огнём, а основная часть пытавшихся спастись на сушу войск была перебита.

### Нелёгкий союз с Лю Бэем
Сразу после отступления Цао Цао Сунь Цюань захватил северную часть провинции Цзинчжоу, а Лю Бэй — южную. Их союз был скреплён женитьбой Лю Бэя на младшей сестре Сунь Цюаня. Однако Чжоу Юй подозревал, что Лю Бэй лелеет собственные планы, и рекомендовал поместить его под домашний арест, а войска — смешать с войсками Сунь Цюаня. Сунь Цюань, полагая, что войска Лю Бэя в этом случае поднимут восстание, отказался. Сунь Цюань согласился с предложениями Чжоу Юя по атаке на Лю Чжана и Чжан Лу (контролировавших южную часть современной провинции Шэньси), но после смерти Чжоу Юя, последовавшей в 210 году, от этих планов отказались. Сунь Цюань смог покорить правителей владений на территориях современных провинций Гуандун, Гуанси и северного Вьетнама, и включить эти земли в свои владения. Затем он выделил северную часть провинции Цзинчжоу Лю Бэю, согласившись с ним, что для снабжения его собственных войск будет достаточно и южной её части.
Когда Лю Бэй захватил провинцию Ичжоу, то оказался в состоянии снабжать свои войска самостоятельно, и Сунь Цюань отправил Лу Су послом, требуя возвращения земель провинции Цзинчжоу, но Лю Бэй отказался. Тогда Сунь Цюань отправил с войсками Люй Мэна и Лин Туна, и они смогли захватить районы Чанша, Гуйяна и Линлина, а Лу Су и Гань Нин выдвинулись к Ияну. Лю Бэй лично повёл войска к Гунъань, отправив Гуань Юя к Ияну. Когда уже должна была разразиться полномасштабная война, до Лю Бэя дошли вести о том, что Цао Цао собирается вторгнуться в Ханьчжун, и он решил договориться с Сунь Цюанем о разграничении владений. Лю Бэй попросил вернуть ему Линлин, согласившись отдать Сунь Цюаню Чанша и Гуйян и проведя границу по реке Сянцзян. По просьбе Лю Бэя Сунь Цюань нанёс отвлекающий удар по Цао Цао, но при этом чуть было не попал в плен к противнику.
В 219 году Гуань Юй отправился на север и осадил Фаньчэн. Сунь Цюань, имея старые счёты к Гуань Юю, нанёс ему удар в тыл. Гуань Юй был захвачен Люй Мэном и казнён, а вся провинция Цзинчжоу перешла под власть Сунь Цюаня. Сунь Цюань формально покорился Цао Цао и предложил ему занять трон, но тот отказался.
Когда в 220 году Цао Цао скончался, его сын Цао Пэй вынудил императора Сянь-ди отречься от престола, и объявил об основании нового государства Вэй. Сунь Цюань не стал немедленно покоряться ему или объявлять о независимости, а решил подождать развития событий, в то время как Лю Бэй в 221 году, считая себя преемником империи Хань, провозгласил себя императором царства Шу. Сразу же после восхождения на трон Лю Бэй стал планировать кампанию против Сунь Цюаня, намереваясь отомстить за Гуань Юя. Не получив ответа от Лю Бэя на мирные предложения, Сунь Цюань, чтобы избежать удара с двух сторон, объявил себя вассалом империи Вэй и получил от Цао Пэя титул Наньчанского хоу (南昌侯). Лю Е советовал Цао Пэю отказаться от такого вассала и атаковать Сунь Цюаня, а после его разгрома обрушиться на Шу, но Цао Пэй отклонил предложение.
В 222 году генерал Сунь Цюаня Лу Сюнь разгромил силы Лю Бэя в битве при Сяотине, после чего царство Шу уже не представляло угрозы для Сунь Цюаня. После этого Цао Пэй потребовал, чтобы Сунь Цюань отправил своего наследника Сунь Дэна в Лоян в качестве заложника. Сунь Цюань отказался, и провозгласил независимость, объявив себя го-ваном государства У (吳國國王). Цао Пэй предпринял крупное наступление на Сунь Цюаня, но после его поражения в начале 223 года стало ясно, что У выстоит, особенно когда после случившейся в том же году смерти Лю Бэя Чжугэ Лян, бывший правителем при преемнике Лю Бэя Лю Шане, возобновил альянс с Сунь Цюанем.

### Правитель царства У
Благодаря грамотному подбору советников администрация У в первые годы правления Сунь Цюаня работала очень эффективно. В 224 и 225 годах Цао Пэй попытался вторгнуться в У, но его нападения были с лёгкостью отбиты. Однако, когда после смерти Цао Пэя в 226 году Сунь Цюань сам попытался вторгнуться в Вэй, эта попытка также закончилась неудачей. Однако в том же году ему удалось покорить провинцию Цзяочжоу (交州, современный северный Вьетнам), где Ши Хуэй попытался провозгласить независимость; сюзеренитет У признали государства на территориях современных южного Вьетнама, Лаоса и Камбоджи. В 229 году Сунь Цюань провозгласил себя императором, что чуть было не привело к разрыву альянса с царством Шу, которое считало себя законными преемником империи Хань; однако Чжугэ Лян убедил чиновников возобновить союз. Позднее в том же году Сунь Цюань перенёс столицу из Учана в Цзянье, оставив запад империи под управлением своего наследника Сунь Дэна.
Однако затем Сунь Цюаня начали преследовать несчастья. В 230 году он отправил крупную морскую экспедицию на поиски легендарных островов Ичжоу и Даньчжоу; когда в 231 году экспедиция вернулась, потеряв до 90 % личного состава, Сунь Цюань казнил руководителей. В 232 году он отправил Чжоу Хэ и Пэй Цяня на Ляодунский полуостров, где командовал номинально подчинявшийся царству Вэй Гунсунь Юань, чтобы приобрести лошадей, однако на обратном пути те были перехвачены вэйцами и убиты. В следующем году Гунсунь Юань прислал послов с сообщением, что желает стать вассалом У. Сунь Цюань пожаловал ему титул Яньского князя и отправил войско в 10 тысяч человек для атаки Вэй с севера, но когда они прибыли, то Гунсунь Юань присвоил дары, убил послов Сунь Цюаня и забрал войска себе.
В 234 году, координируясь с последним из северных походов Чжугэ Ляна, Сунь Цюань лично повёл войска на приграничный вэйский город Хэфэй, а Лу Сюнь и Чжугэ Цзинь атаковали Сянъян. Однако вэйские генералы правильно оценили ситуацию, и позволили Сунь Цюаню осадить Хэфэй, подведя свои войска лишь тогда, когда у осаждавших стали кончаться припасы, и вынудили их отступить.
В 238 году, когда Сыма И атаковал Гунсунь Юаня, Сунь Цюань, несмотря на предыдущие разногласия, намеревался помочь Гунсунь Юаню, но Сыма И действовал очень быстро, и войска У не успели ничего предпринять.
В 239 году умер вэйский правитель Цао Жуй. Сунь Цюань решил воспользоваться этим, и в 241 году предпринял своё последнее крупное наступление на Вэй, но он не стал координировать свои действия с царством Шу, и нападение завершилось неудачей.
В 241 году скончался наследник престола Сунь Дэн. В 242 году Сунь Цюань назначил наследником престола Сунь Хэ, но одновременно приблизил к себе и другого сына — Сунь Ба. К 245 году отношения между Сунь Хэ и Сунь Ба серьёзно ухудшились, Сунь Ба постоянно интриговал против Сунь Хэ, надеясь самому получить статус наследника престола. В итоге в 250 году Сунь Цюань вынудил Сунь Ба совершить самоубийство, а Сунь Хэ лишил статуса наследника, и вместо него сделал наследником престола Сунь Ляна. В 252 году Сунь Цюань скончался, и Сунь Лян унаследовал трон.

## Девизы правления
- Хуанъу (黃武 Huángwǔ) 222—229
- Хуанлун (黃龍 Huánglóng) 229—231
- Цзяхэ (嘉禾 Jiāhé) 232—238
- Чиу (赤烏 Chìwū) 238—251
- Тайюань (太元 Tàiyuán) 251—252
- Шэньфэн (神鳳 Shénfèng) 252